# Km/h (série télévisée)
Pour les articles homonymes, voir Km/h (homonymie).
KM/H est une série télévisée humoristique québécoise en 161 épisodes de 25 minutes et cinq épisodes spéciaux de 45 minutes, scénarisée par André Dubois, Martin Forget et Jean-François Pednault, diffusée entre le 10 septembre 1998 et le 4 avril 2006 sur le réseau TVA et rediffusée sur Prise 2.

## Synopsis
La série suit les aventures de Denis, ce père macho, amateur de voitures et coureur de jupons, ainsi que de ses grands enfants, Nicolas et Mélanie, plus adultes que leur père. Sans parler de Germain, le sympathique garagiste au langage châtié, l'indéfectible ami de Denis, et de la bande du bureau, Roxanne, la patronne exigeante et snob, Sylvie, son adjointe chaleureuse, mais parfois colérique, et l'ineffable Jean-Louis, qui au cours de la série, a rencontré l'âme sœur en la personne de Tite-Lène, sorte de religieuse en civil.

## Distribution
- Michel Barrette : Denis Charest
- Gildor Roy : Germain Langlois
- Chantal Baril : Roxanne Tremblay
- Sonia Vachon : Sylvie Côté
- Marilyse Bourke : Mélanie Charest
- Francis De Passillé : Nicolas Charest
- Gilbert Turp : Jean-Louis Dubuc
- Nathalie Claude : Tite-Lène
- Béatrice Picard : Mère de Jean-Louis
- Marie Eykel : Elle-même
- François Morency : Rosaire Chiasson, chum de Roxanne
- Roch Voisine : Lui-même
- Mario Pelchat : chum de Carmen, soeur de Germain
- Roger Leger : Roberte, blonde de Germain
- Robert Brouillette : Francis
- Marie-Lise Pilote : Véronique Marois, sexologue
- Fayolle Jean : Dr Beaudoin
- Fayolle Jean Jr. : Fils du Dr Beaudoin
- Martin Matte : François (s2e16, s4e11)
- Martin Bienvenue : Nerd
- Sophie Prégent : Marie
- Claude Prégent : Gilles Leclerc, ministère du revenu inspecteur d'impôt
- Lynda Johnson : Julie
- Linda Roy : Carmen, soeur de Germain
- Mariloup Wolfe : Julie
- Dylane Hétu : Marielle
- Julie Deslauriers : Lisa
- Mélanie Maynard : Line (s2e13)
- Patricia Tulasne : Véronique Blackburn
- Catherine Brunet : Melanie

## Fiche technique
- Réalisateurs : André Guérard, François Jobin
- Scénaristes : André Dubois, Martin Forget, Jean-François Pednault
- Musique : Gildor Roy
- Producteur : André Dubois
- Costume : Michel Robidas
- Décors : Michel Villeneuve et Jacques Pigeon
- Société de production : Vendôme Télévision
- animateur de foule : Éric Salvail

## Épisodes

### Première saison (1998-1999)
1. Retour au bercail : Denis Charest, chroniqueur automobile de la revue KM/H, voit sa vie bouleversée par la nomination d’un patron à la tête de la revue et par l’arrivée chez lui de ses deux adolescents.
2. Jamais le premier soir
3. Roméo et Denis : Denis tente de retarder un rendez-vous galant afin d’assister à la pièce de théâtre de son fils Nicolas, tandis que Roxanne accepte les avances de son nouveau chum afin de démolir un cliché macho de Denis. (Jean Petitclerc : le chum de Roxanne)
4. C'est beau un homme : Roxanne envoie Denis superviser une séance de photos de mannequins pour la revue. Jean-Louis conteste une contravention avec l’aide de Sylvie.
5. Tu seras un homme, mon fils : Denis est très fier, car son fils Nicolas est en âge d’avoir son permis de conduire. Roxanne tente de séduire Germain, le meilleur ami de Denis. Sylvie fait des pieds et des mains pour acquérir un « char du curé ».
6. Excès de vitesse : Denis est victime d’un excès de vitesse… dans ses relations amoureuses. Germain l’aide à trouver une solution à son problème. Jean-Louis tente de se débarrasser de l’emprise de sa mère. Roxanne s’interroge sur sa volonté de devenir mère.
7. Le Retour
8. Les Copain d'abord : Denis tente de réconforter Germain qui vit une peine d'amour.
9. Oscar et Félix
10. Ne nous soumets jamais à la tentation
11. Le Bel Âge
12. La Vie en rose
13. Haute fidélité
14. Nananana Hey Hey Goodbye
15. Racines
16. Pour le meilleur ou pour le pire
17. Ce qu'on ne sait pas, Ça fait pas mal
18. Pygmalion
19. La chair est faible
20. Les Paradis artificiels
21. Ça finit bien
22. Sœurs de combat

### Deuxième saison (1999-2000)
1. Les Girls
2. Un gros merci merci monsieur Steinbeck
3. Journées pédagogiques : Denis a un rendez-vous avec une ancienne maîtresse d'école (Dorothée Berryman). Germain décide de retourner sur les bancs d'école. Mélanie s'approprie la composition de Germain et la maîtresse d'école décide d'en faire un roman. Le roman fera l'objet d'une émission de Robert Guy Scully.
4. L'Ami imaginaire : Jean-Louis a un ami imaginaire : Sylvie n'en revient pas ! De son côté, Denis fait croire à Germain qu'il connaît Patrick Carpentier, alors que ce n'est que le fruit de son imagination.
5. Il nous reste
6. Père manqué, fils manquant : Denis constate avec fierté que Nicolas (Francis de Passillé) a découché. Mais le temps passe et Nicolas ne donne toujours pas de nouvelles. Et pour cause : Denis l'a enfermé, par mégarde, dans la chambre à fournaise !
7. Peau de chagrin : Denis perd son permis de conduire au moment où il doit faire l'essai routier de modèles Ferrari en Italie et le médecin (Fayolle Jean) annoncer à Germain qu'il devra se faire faire une circoncision.
8. Libre-Échange : Denis convoite les charmes d'une femme mariée (Joanne Côté), mais elle et son mari (Jean-Guy Bouchard) sont des échangistes. Denis tente donc de convaincre Sylvie d'être sa partenaire d'occasion ! De son côté, Jean-Louis s'est fait un ami dans un sauna pour hommes.
9. Pour quelques dollars de plus
10. Baby boom : Denis doit garder le bébé de son ex. Ses mésaventures avec le poupon suscitent chez Germain le goût d'adopter une petite Chinoise. (Sophie Prégent : l'ex à Denis)
11. Entre les deux oreilles : Germain fait à Denis une révélation bouleversante à propos de leur amitié. Roxanne convainc Jean-Louis de consulter un psy (Denis Mercier).prend la chose très au sérieux.
12. Rencontre d'un certain type : Germain se joint à la secte des Réaliens. Denis tourne en ridicule cette histoire d'extra-terrestres, alors que Jean-Louis tout au contraire.
13. Qu'est ce Que Le fétichishme : Germain avoue à Denis qu'il est fortement attiré par les femmes qui portent des uniformes. De son côté, Nicolas se révolte parce que la direction de son école veut abolir l'uniforme. (Mélanie Maynard : la policière en uniforme)
14. Guerre et paix : C'est la guerre entre Denis et Roxanne. Roxanne le congédie. Mais elle réalise aussitôt son erreur : elle n'a plus personne à détester.
15. Générations spontanées : Denis est angoissé en apprenant que sa blonde, qu'il était sur le point de laisser, est peut-être enceinte. Sylvie convainc son mari de se faire vasectomiser.
16. Le Gendre : Denis est victime de chantage de la part du nouveau chum de Mélanie qui l'a surpris en train de louer des cassettes pornos. Jean Louis se fait kidnapper par ses voisins motards. (Martin Matte : François le chum de Mélanie)
17. Couper le cordon : Agacée par les remarques de Denis et Nicolas qui la trouvent trop envahissante, Mélanie quitte la maison et les abandonne à leur sort. Jean Louis, lui, est abandonné par sa mère… pour trois jours.
18. Faites comme chez vous : Roxanne est bloquée dans son ascenseur avec Jean Louis pour tout un week-end. Germain est victime d'une inondation. Denis lui offre l'hospitalité. Il s'en mordra les pouces.
19. Secrets de famille : Germain veut à tout prix que Denis rencontre sa sœur. Elle s'avère effectivement très jolie, mais côté féminité, c'est… Germain avec des seins ! (Mario Pelchat : chum à la sœur à Germain (à la fin))
20. Mon garage au Canada : Germain fait involontairement la conquête d'une Française (Dominique Leduc) en voyage d'affaires au magazine KM/h. Il accepte de la suivre à Paris au grand désespoir de Denis.
21. Le Beau-père : Denis accepte mal que le nouveau chum (Frédéric Angers) de sa mère (Louisette Dussault) soit plus jeune que lui. Jean-Louis craint que sa mère ne s'amourache d'un voisin. Denis et lui se liguent pour se débarrasser de leurs beaux-pères respectifs.
22. Top-modèle : Recruté comme modèle dans un défilé de mode, Germain tombe dans le piège de l'anorexie !

### Troisième saison (2000-2001)
1. Les Mauvais Samaritains
2. Small is beautiful
3. Le Beauf, la bru et l'opticien
4. Sincères condoléances
5. Le Procès
6. La Loi du plus fort
7. Compléments circonstanciels
8. Souveraineté-Association
9. Maudite jalousie
10. Copie conforme
11. www.km-h.com
12. Le Massacre de la Saint-Valentin
13. Das kapital
14. Un air de famille
15. Coming out
16. Jeux de pouvoir
17. La Tache
18. Le Sexe des anges
19. Je me souviens
20. Quelqu'un meurt à la fin
21. Oui, je le veux pas (Partie 1)
22. Oui, je le veux pas (Partie 2)

### Quatrième saison (2001-2002)
1. Et tu retourneras poussière
2. Aux petits soins
3. Erreur sur la personne
4. Le Party
5. Second début
6. Langue seconde
7. Papa n'a pas raison
8. Qui prend mari…
9. La Voyante
10. Sous pression : Jean-Louis reçoit de sa mère un héritage colossal. Le voilà aux prises avec la misère des riches. De son côté, Germain (devenu porte-parole pour Monsieur Bumper) découvre la misère des gens célèbres.
11. Grand-papa
12. Saigon, PQ
13. Ayoye : Denis souffre d’un atroce mal de dos. Sylvie a la douleur de constater que son ex file le parfait bonheur. Parviendront-ils à trouver une thérapie miracle ?
14. La Belle et les bêtes
15. L'Âme sœur
16. Deux poids, deux mesures
17. Peupa manquant
18. Home sweet home

### Cinquième saison (2002-2003)
1. La Peau et les os
2. L'Enfance de l'art
3. Faites vos jeux
4. Big Brodeur
5. À poil
6. Spécial Deux pour un
7. Spécial Mille à l'heure (Partie 1)
8. Spécial Mille à l'heure (Partie 2)
9. Changement de garde
10. Adieu, auto, mon amour
11. Danse lascive
12. Surprise!
13. Dieu est partout
14. Onze hommes en colère
15. Paranoïas
16. Sous-traitance
17. Syndrome de Stockholm
18. Ménage à trois
19. Let's get physical
20. Le Complexe d'Édith

### Sixième saison (2003-2004)
1. Noms propres, noms communs
2. Si la vie vous intéresse
3. L'Arène de la vie
4. Charité bien ordonnée
5. Masculin pluriel
6. Pour la suite du monde
7. Sissi face à son destin
8. Fleur de peau
9. Modère tes transport
10. Déformation professionnelle
11. La Vie après la mort
12. Quelques arpents de terre
13. Le Parrain
14. Les Femmes préfèrent les Blonds
15. L'Émission
16. Le Père, le fils et la petite amie
17. Au travail les enfants
18. J'ai mon voyage
19. Spécial romain part 1
20. Spécial romain part 2

### Septième saison (2004-2005)
1. Les Apprentis
2. Souvenirs de vacances
3. Métamorphose
4. Pour l’amour de l’art
5. Question d’éthique
6. Ma meilleure ennemie
7. Monsieur Doubtfire
8. Cauchemar mouillé
9. Figuration
10. Lourd passé
11. Détendez-vous
12. Trop c’est comme pas assez
13. Démons du midi
14. Pouvoirs intimes
15. Le Pouvoir corrompt
16. La Vengeance de Gaétan
17. Il était une fois dans l’ouest
18. En ami
19. Qui va à la chasse
20. Un homme au foyer

### Huitième saison (2005-2006)
1. Beauté fatale
2. Aucun animal n’a été maltraité dans cet épisode
3. Domination, soumission
4. Les colocs
5. Le loup dans la bergerie
6. Montréal Hilbillies
7. Placement de produit
8. Les unions kossa donne!
9. Juste pour rire
10. Faut pas se fier aux apparences
11. Joyeux Noël
12. Jeux d’enfants
13. La maladie d’amour
14. J’veux d’l’amour
15. Peupa junior
16. Pousse, pousse, pousse, respire
17. Y a d’l’amour dans l’air
18. Nouveauté, superstitions
19. C’est de même que ça finit! (1 de 2)
20. C’est de même que ça finit! (2 de 2)